# 東網電視
東網電視（ontv），又稱東方電視，是香港東方報業集團於2008年3月推出的網上視訊平台。視訊內容包括時事新聞、娛樂話題和體育資訊，可免費觀看。
同類型的競爭對手是壹傳媒旗下的蘋果動新聞。

## 視像新聞
東網電視每天24小時均會製作即時視像新聞，緊貼時事脈搏。範圍涵蓋港澳、大陸、台灣及國際新聞，亦有財經、體育、生活和娛樂（名為東網巨星）新聞。其节目一般会提供粤语原声和普通话配音两路声轨。
視像新聞內容緊貼東網和《東方日報》，互相配合，但形式與電視新聞有所分別和創新，如並非每段視像新聞均設有旁白，亦沒有每天恆常出鏡報道所有新聞的主播，但東網電視偶爾亦會派記者出外採訪和作出鏡報道。
網上觀眾可以在東網電視網頁tv.on.cc，按照分類版面點擊收看。除此之外，還可以於東網網頁on.cc的每條新聞條目裡，點擊頁面附有的相關視像新聞片段收看。

## 現場直播
逢港股交易日東網電視會定時直播財經節目，請來嘉賓分析市場走向。體育方面，亦會直播香港足球（港超聯）、籃球等賽事。
東網電視會不定時派出記者出外進行現場直播，帶領網上觀眾同步直擊新聞事件。如記者會、突發新聞等，當熱帶氣旋吹襲香港時，記者會做直播親身感受風暴威力；當有香港書展等各種展覽開幕或進行時，亦有記者帶觀眾一起逛展覽。
無論港聞、生活版或財經記者，均會進行現場直播。直播時，無論於東網電視網頁，或是東網Facebook專頁，也可收看得到。

## 節目
東網電視製作各類型節目，免費上載於網頁供大眾收看，當中不少節目另設Facebook專頁。以下為當中一些節目的欄目。

### 時事節目
- 《港故》

逢星期日推出新一集，鏡頭下記錄香港市民的個人小故事。
- 《港實測》

約兩星期推出一集，記者實地測試市民生活現象。
- 《港呢啲》

每隔一至兩天推出一則報道，探討社區熱話。
- 《發射台》

逢星期五推出新一集，主持每集就著中國大陸的時事話題來評論。
- 《阿王辣爆》

逢星期二推出新一集，由廿三萬監察召集人王國興擔任主持，每集請來嘉賓在錄影廠評論政治和民生話題。
- 《毓民特區》

逢星期三推出新一集，由前立法會議員黃毓民擔任主持。
- 《為民鎚害》

逢星期四推出新一集。

### 財經節目
- 《股壇MasterMind》

逢港股交易日推出的直播節目，請來財經界人士分析個別股份形勢。
- 《中環剝花生》

逢港股交易日推出的直播節目，請來股評人輕鬆聊聊財經熱話，亦歡迎網民加入討論及發問。
- 《致富智庫》

逢星期二、星期四及星期六推出，教大家精明理財。

### 娛樂（東網巨星）節目
- 《娛樂onShow》

幾乎每天推出新一集，由主持訪問娛樂紅星。
- 《閨蜜睡房》

逢周末推出，女主持會請來女明星到錄影廠的睡房虛擬場景進行訪問。
- 《韓薦》

逢星期二推出，主持會介紹韓國潮流資訊。
- 《區區有女神》

逢星期三推出，每集由不同的女明星介紹她們的成長地區。
- 《玄學星相》

逢星期三推出，主持會請來專家解構玄學星相的知識。
- 《星魅博》

逢星期四推出，專家會分析明星衣著。
- 《巨星放題2.0》

逢星期一及星期五推出，明星會在鏡頭前進行問與答。
- 《東網Baby》

不定時推出，每集有不同的女明星展示性感一面。
- 《星級煮意》

不定時推出，明星會在鏡頭前炮製豐富美食。
- 《真。藝人Show》

不定時推出，明星上演真人騷。

### 體育節目
- 《智醒足球妹》
- 《過關串雲箭》
- 《盤神聯盟》
- 《我撐港超聯》

## 年表
- 2014年開始，和香港足球總會合作直播一些青少年比賽。
- 2015年開始，和香港足球總會合作直播2015-2016香港超級聯賽。
- 2016年開始，和香港籃球總會合作直播香港甲一籃球聯賽，包括銀牌，聯賽，季後賽。
- 2016年開始，和香港拳擊總會合作直播本地拳擊賽事。
- 2016年開始，和香港業餘冰球會合作直播青少年國際性邀請賽賽事。
- 2016年，繼續取得一年香港足球總會開出的合約直播2016-2017香港超級聯賽。
- 2016年12月23日開始，和香港綜合博擊運動總會合作直播本地拳擊賽事。
- 2017年3月1日，繼續取得一年香港籃球總會開出合約直播部份銀牌、聯賽、季後赛赛事。
- 2017年3月25日開始，和香港桌球總會合作直播本地桌球比賽。
- 2017年4月8、9日開始，和香港Nike五人足球赛合作，首次直播麥花臣遊樂場足球場赛事。是香港電視史首次有主流傳媒直播本港五人賽事。之前其他電視台也試過直播五人足球賽事，但只限香港五人代表隊的賽事，2017年4月8日早上11時開始直播。
- 2017年4月16日星期日，和香港賽馬會合作在沙田馬場室內四人足球比賽，是U10-U15青少年比賽。由中午12時開始直播。
- 2017年6月16日星期五，和香港賽馬會青少年體育記者培訓計劃合作，首次連續旁述兩場香港甲一籃球聯賽，分別是：《晚上7時正飛鷹對東方》及《晚上8時40分南華對標準福建》的賽事。
- 2017年6月17日星期六下午3時正，香港理工大學八十周年校慶，由科勁集團全力支持舉辦亞洲大學生籃球邀請賽，東網首次直播本地大學生籃球比賽的賽事，今次主要參加的國家有中華人民共和國、日本、哈薩克、中華民國、新加坡、汶萊、澳門、及主辦今次活動的東道主香港。
- 2017年6月18日星期日和山度士足球學校合作，早上9時45分直播香港區無家者世界盃籌款賽，比賽地點：旺角麥花臣遊樂場。
- 2017年6月20日，除直播體育運動外，由2017年7月1日開始亦會主播一些娛樂界明星個人記者會，電視劇宣傳、電影發佈會。
- 2017年7月2日開始，會直播部份香港立法會議員記者會、政府官員記者會、香港突發事件直播。
- 2017年7月19、25、28日，南華全力贊助。東網全程直播三場在伊利沙伯體育館總決賽冠軍爭奪戰賽事，由南華對永倫既賽事。
- 2017年8月2日開始，東網電視集娛樂、新聞、體育正式成為香港主要網媒之一。
- 2017年8月25日星期五開始，和香港足球總會合作直播2017一2018香港超級聯賽。
- 2017年9月3日星期日首次直播盃大專盃籃球赛事，下午4時30分直播季軍戰,由香港嶺南大學對香港浸會大學,黃昏6時20分直播冠軍戰，由香港理工大學對香港教育大學.
- 2017年9月11日星期一和YOKKAO25，26在九龍灣會議展覧中心直播泰拳比賽。
- 2017年11月首次直播本地柔道比賽。
- 2017年12月17日首次要收費直播拳擊賽事，由香港拳手向柏榮，收費88港元。
- 2018年2月3日首次直播NIKE全港學界籃球精英賽。
- 2018年2月3日晚上十時三十分播放德國甲組聯賽緬恩斯對拜仁慕尼黑。
- 2018年2月5日早上7時正首次直播第52屆美國超級碗賽事。在美國明尼蘇達銀行體育場由新英倫愛國者對費城老鷹。41比33，費城老鷹赢得超級碗。
- 2018年3月15日繼續取得一年香港籃球總會開出合約直播部份銀牌、聯賽及季後賽賽事.
- 2018年4月29日首次直播NlKE高中籃球癲峰賽.
- 2018年5月1日首次直播香港棍網球公開賽.
- 2018年5月12日首次直播香港女子七人足球聯賽.
- 2018年5月13日直播今季香港足球總會香港超級聯賽閉幕戰賽事,在下午2時30分直播,會播兩場比賽,分別是旺角大球場主隊傑志對陽光元朗及將軍澳運動場主隊理文對R&F富力.
- 2018年8月18日晚上8時正直播足球熱身賽，在旺角大球場舉行，傑志對泰超武里南聯。直播收費50元。門票168，48元。為中大醫學院籌款。
- 2018年8月25日晚上8時正直播足球熱身賽，在旺角大球場舉行，傑志對越甲平陽。直播收費50元。門票168元。為中大醫學院籌款。
- 2018年8月31日晚上7時直播全港青少年摶擊大賽。
- 2018年9月1日晚起直播德甲及德乙聯賽。
- 2018年10月27日直播港九D1學界游泳決賽。
- 2019年3月9日(星期六)下午1時30分直播全港學界精英足球賽。由港島中學對南島中學，是21世紀決賽首次有兩間國際學校對賽。因當天暴雨關係，引致球場場地嚴重積水。將賽事延期至2019年3月17日(星期日)上午9時正，九龍九龍東慈雲山蒲崗村公園仿真草場1號場舉行。那一天早上再進行現場直播。
- 2019年開始，和香港籃球總會合作直播香港甲一籃球聯賽，包括銀牌，聯賽，季後賽。一年合約，3月26日銀牌戰開鑼。聯賽5月初舉行。
- 2019年3月23日(星期六)晚上十一時正，開始加入喝采台，專門播一些歐洲、美洲球賽。首次直播賽事是英超利物浦傳奇隊對意甲AC米蘭球星隊。
- 2019年4月20日(星期六)下午2時30分，直播香港超級聯賽，由理文在將軍澳運動場主場，迎戰香港飛馬，因為黃色暴雨警告訊號、紅色暴雨警告訊號、雷暴警告先後發出，令球場嚴重積水，上半場10分鐘由左閘黃俊皓禁區外射地波收死理文龍門袁皓俊，到比賽至上半場13分鐘，因雷雨關係，主球證何煒昇宣佈延遲1小時後舉行比賽。下午3時45分主球證何煒昇再用足球試草地是否有彈力。在球場局部草地能彈起皮球，經雙方職球員商議後，認為可以繼續進行港超聯比賽，雙方熱身15分鐘。暫定下午4時15分開始再比賽，回復上半場第14分鐘比賽。
- 2019年6月22日(星期六)下午5時直播乒乓球恒生學界盃。
- 2019年9月25日，东网新闻台正式开台。
- 2019年11月1日，东网新闻台提供24小時直播，全天候詳盡資訊，贏盡口碑，深得廣大觀眾、廣告商以至全球華人力撐追捧。[1]
- 2019年12月6日，東網新聞台正式停播。[2]

## 主持及記者

### 部頭合約新聞主持
男主持
- 許楨
- 鐘樂民
- 王國興
- 黃毓民

女主持
- 陳淑怡
- 陳錦燕
- 曾卓敏

### 部頭合約財經主持
男主持
女主持

### 部頭合約娛樂主持
男主持
女主持
- 李文珊
- 文迪

### 部頭合約體育主持
男主持
| - 山度士 - 李健和 - 李德能 - 梁國成 - 黃興桂 - 邢安邦 - 韓世昌 - 呂守達 | - 郭子龍 - 陳曉明 - 黎奕倫 - 鄺家銘 - 吳毅豪 - 吳柱業 - 貝可泓 - 馮堅成 | - 譚偉洋 - 周健宏 - 蔡芳裕 - 盧思明 - 張浩文 - 劉舜文 - 李嘉進 - 陳肇麒 | - 吳慶殷 - 鮑家耀 - 陳志康 - 羅意庭 - 鍾國雄 - 蔡康年 - 梁浩瑋 - 蘇肇朗 | - 黎厚希 - 楊文綱 - 蔡再懃 - 姚雋彦 - 宗銘達 - 呂楚威 - 鄭錦興 - 潘志豪 | - 李偉文 - 關家昌 - 潘文迪 - 陳葦如 - 曾昭達 - 羅暉翔 - 盧卓浚 - 何振然 | - 丘雨勤 - 郭嘉諾 - 楊正光 - 李家進 - 廖億誠 - 林樂勤 - 李海光 - 林嘉緯 | - 盧均宜 - 顏樂楓 - 劉健基 - 李康廉 - 徐嘉樂 |

女主持
| - 依 雯 - 胡恩晴 - 何凱婷 - 梁禮勤 - 潘樂恩 | - 余樂詩 - 王藝霖（IRIS） - 歐鎧淳 - 陳海雯 - 陳婉婷 |

### 部頭合約體育記者
男記者
- 張家偉花名大頭
- 蔡子傑

女記者
- 余樂詩

### 香港賽馬會青少年體育記者培訓計劃
- 此活動由香港賽馬會全力支持為香港培養體育記者接班人，目的透過直播不同的本地運動比賽，增強各青少年體育記者臨場應變能力、自信心及口才，為香港源源不絕地提供出色的體育記者接班人。

男主持
- 黃梓朗（米高）
- 歐敏衝
- 高雋奇
- 蔡子元
- 潘澤霆

女主持
- 張凱程
- 鄧曉欣

## 外部連結
- ontv 東網電視 （页面存档备份，存于）